# 埃克罗讷
埃克罗讷（法語：Écrosnes，法語發音：[ekʁon]）是法国厄尔-卢瓦省的一个市镇，位于该省东部偏北，属于沙特尔区。

## 地理
埃克罗讷（48°32'43"N, 1°43'40"E）面积23.27 平方千米，位于法国中央-卢瓦尔河谷大区厄尔-卢瓦省，该省份为法国北部内陆省份，北起顺时针与厄尔省、伊夫林省、埃松省、卢瓦雷省、卢瓦-谢尔省、萨尔特省和奧恩省接壤。
与埃克罗讷接壤的市镇（或旧市镇、城区）包括：埃芒塞、奥尔凡。

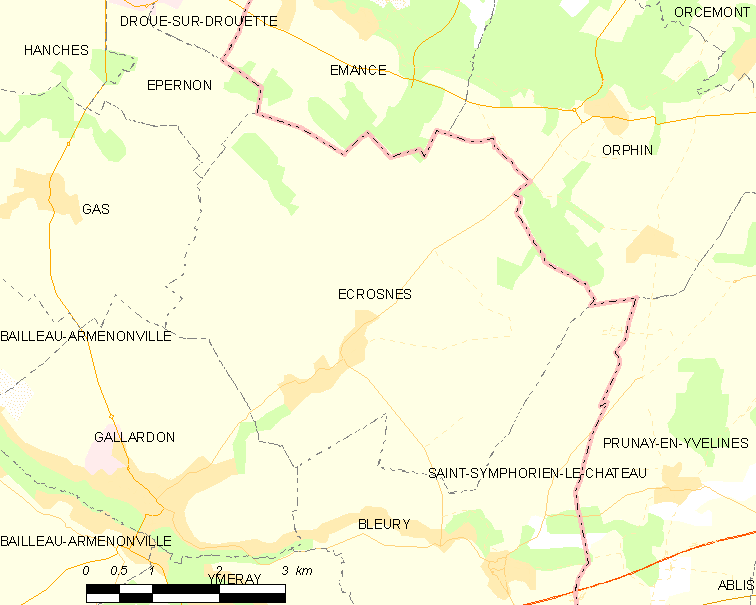
埃克罗讷的OSM定位图

埃克罗讷的时区为UTC+01:00、UTC+02:00（夏令时）。

## 行政
埃克罗讷的邮政编码为28320，INSEE市镇编码为28137。

## 政治
埃克罗讷所属的省级选区为欧诺县。

## 人口

1962-2008年间埃克罗讷人口变化图示

埃克罗讷于2022年1月1日时的人口数量为860人。